# روبرتو برناردي
روبرتو برناردي (بالإيطالية: Roberto Bernardi)‏ هو رسام إيطالي، ولد في 18 مايو 1974 في تودي في إيطاليا.